# Brick Lane

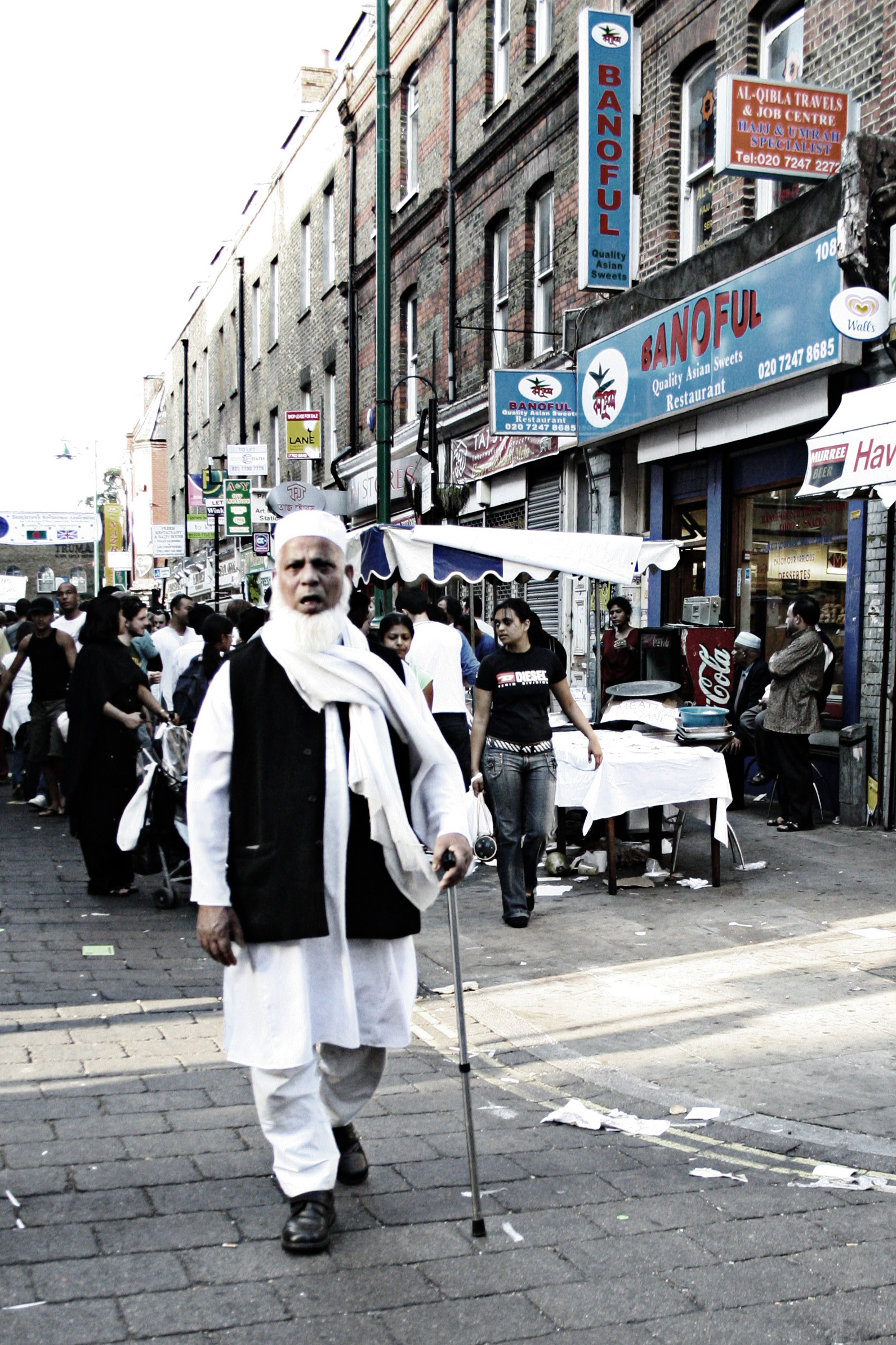
Pohled do Brick Lane

Brick Lane (bengálsky  ব্রিক লেন) je ulice v městské části Tower Hamlets ve východním Londýně. Vede od Swanfield Street v části Bethnal Green, kříží Bethnal Green Road v části Shoreditch a vstupuje do čtvrti Whitechapel. S Whitechapel High Street na jihu ji spojuje krátký úsek Osborn Street. Dnes je centrem londýnské bangladéšské komunity, a proto jí někteří londýňané přezdívají Banglatown. Je vyhlášená svými restauracemi nabízejícími indickou kuchyni. 

## Historie
Své jméno získala Brick Lane (česky Cihelná ulice) podle cihelny založené v 15. století, která využívala místní ložisko cihlářské hlíny. Je zachycena již na mapě Londýna z poloviny 16. století vytištěné technikou dřevořezu jako cesta směřující z nejvýchodnějšího cípu města k severu. V 17. století se díky rostoucímu počtu obyvatel rozrostla směrem na sever od dnešní Whitechapel High Street.
Pivovarnictví se v oblasti Brick Lane začalo rozvíjet před rokem 1680. Potřebná voda se čerpala z hlubokých studní. Jedním z právovárečníků byl jistý Joseph Truman, o němž existuje první záznam z roku 1683. Jeho potomci, zejména Benjamin Truman (1699/1700–1780), podnik rozšířili a vybudovali velký 11akrový Trumanův pivovar, který byl koncem 19. století jedním z největších pivovarů na světě.
Trh Brick Lane Market, který se původně nazýval Trumanský trh, vznikl v 17. století. 
Od 17. století přicházely do této oblasti vlny přistěhovalců. Nejprve to ve zmíněném 17. století byli francouzští hugenoti. S jejich příchodem se oblast Spitalfields stala centrem tkalcovství, krejčovství a rozvíjejícího se oděvního průmyslu.
V  19. století se do této oblasti stěhovali zejména Irové a Aškenázští Židé. Židovští přistěhovalci sem přicházeli až do počátku 20. století.  
Během 20. století došlo v oblasti Brick Lane k přílivu bangladéšských přistěhovalců, kteří proslavili tržiště i Brick Lane jsvými tradičními kari pokrmy. V Anglii a vůbec v Evropě do té doby málo známými. 

## Velká mešita
V roce 1742 byla na rohu Brick Lane a dnešní Fournier Street postavena hugenotská modlitebna nazvaná La Neuve Eglise (Nový kostel). Kolem roku 1809 již sloužila misionářům, kteří se snažili šířit mezi přibývajícími židovskými přistěhovalci křesťanství.  V roce 1819 byla svatyně upravena na metodistický kostel pro zdejší protestantské obyvatelstvo. V souvislosti s demografickými změnami místní populace byla budova v roce 1898 vysvěcena jako Velká spitalfieldská synagoga. Po 78 letech, v roce 1976, byla v souvislosti s odlivem židovského obyvatelstva a přílivem bangladéšských přistěhovalců synagoga přeměněna v mešitu, jež nese název Velká londýnská mešita (London Jamme Masdžid) a slouží rozrůstající se bangladéšské komunitě. Budova se nachází na seznamu Listed buildings neboli na Zákonném seznamu budov zvláštního architektonického nebo historického významu.